# 清水惣
清水惣株式会社（しみずそう、Shimizusou Company, Limited）は、本社を滋賀県東近江市に置く、衣料資材、産業資材製造販売や通販展開商品の企画生産・販売を行う会社。

## 概要
元々は1804年、清水惣治郎が現在の東近江市神郷にて麻布卸商を創立したことが清水惣のルーツである。
1920年には海外貿易を開始、販路を拡大し、1932年には満州国ハルピン市に支店を開設するほどになった。
戦後、1958年に東京店を、翌1959年には大阪店をそれぞれ開設。
1960年、現在の社名となる。

## 主な取扱製品
- 衣料資材 - 芯地・裏地・不織布・生地・インサイドベルト・釦・ファスナー等服飾資材全般
- 産業資材 - 接着シート資材・医療用資材・車両用シート資材・太陽光パネル資材
- OEM製品 - 子供服・ベビー服・工業用衣服・医療用衣服等

## 沿革
- 1804年 - 清水惣治郎、近江国神崎郡神郷村（現・滋賀県東近江市神郷町）にて麻布卸商を設立
- 1920年 - 海外貿易を開始
- 1927年 - 販路を台湾にまで拡大
- 1930年 - 清水惣商店と改名
- 1932年 - 満州国承認に伴い、ハルピン市に支店開設
- 1933年 - 滋賀県神崎郡八幡村大字垣見（現・東近江市垣見町）に新社屋完成
- 1934年 - 大阪出張所設立
- 1937年 - 中国大連市に出張所設立
- 1951年 - 株式会社清水惣商店と改名
- 1958年 - 東京店開設
- 1959年 - 大阪店開設
- 1960年 - 現在の「清水惣株式会社」に改名
- 1962年 - 東洋化成工業株式会社設立、滋賀県栗太郡栗東町（現・栗東市）にて操業開始
- 1970年 - オリエンタル・ステート株式会社設立
- 1973年 - 福岡店開設
- 1990年 - 東洋化成工業(株)にてノンホルマリン対応芯地製造開始
- 1997年 - 香港に善栄有限公司設立
- 1998年 - 東洋化成工業(株) 栗東工場に不織布部門設立
- 2001年 - 中国上海市に上海清雪服装輔料有限公司設立
- 2008年 - 通販事業部開設
- 2015年 - フランス・パリにShimizuso EUROPE S.A.R.Lを設立
- 2017年 - 株式会社グリーンファブリックの全株式を取得、グループ会社化

## 関係会社
グループ会社として、日本国内と海外合わせて以下6つの会社が存在する。

### 国内
- 東洋化成工業株式会社
- オリエンタル・ステート株式会社
- 株式会社グリーンファブリック

### アジア
- 上海清雪服装輔料有限公司
- 善栄有限公司

### ヨーロッパ
- Shimizusou EUROPE S.A.R.L